# Socha rudoarmějce (Keblice)
Socha rudoarmějce stojí v obci Keblice v okrese Litoměřice v Ústeckém kraji v parčíku na návsi za kaplí sv. Václava jako připomínka osvobození obce na konci druhé světové války.

## Další informace
Znázorňuje rudoarmějce se samopalem a šeříky na vzpínajícím se koni. V roce 1960 jí zhotovili Karel Zentner a jeho syn Miroslav Zentner, sochaři a restaurátoři z nedalekých Libochovic, z kvádrů pískovce ze starého opuštěného lomu nedaleko Mšeného-lázní. Na podstavci je nápis Vám poděkování a lásku Vám 9. 5. 1945, vzadu podpisy sochařů. 
Jedná se o jedinou jezdeckou sochu vztyčenou na počest Rudé armády. V záplavě pomníků se sovětskou vojenskou technikou (tanky) vytváří tato socha komplexnější pohled pohled na prostředky používané vojáky sovětské armády. Současně je jednou z mála jezdeckých soch v České republice. 